# Mercedes Aicardi
Mercede Maria Aicardi (Modena, 27 febbraio 1889 – ...) è stata una cantante lirica italiana.

## Biografia
Mercede nacque a Modena il 27 febbraio 1889, figlia del fabbro Giuseppe e di Maletti Zelmira.
Fu allieva del maestro Trebbi, debuttò nel 1910 al Sociale di Gualtieri come Leonora nel Trovatore. Artista di carattere estremamente estroso nel 1911 si sposò con Giovanni Creazzo. Cantò quasi esclusivamente nei teatri minori e nel 1924 prese parte al Sociale di Como alla prima assoluta dell’opera Severo Torelli di Bottacchiari. Dopo il ritiro, avvenuto intorno al 1937, si dedicò all'insegnamento accettando nel 1938 la cattedra di canto presso il Liceo Musicale Orazio Vecchi.

## Repertorio
| Repertorio operistico | Repertorio operistico | Repertorio operistico |
| Autore                | Opera                 | Ruolo                 |
| --------------------- | --------------------- | --------------------- |
| Giuseppe Verdi        | Aida                  | Aida                  |
| Pietro Mascagni       | Cavalleria rusticana  | Santuzza              |
| Alberto Franchetti    | Cristoforo Colombo    |                       |
| Giuseppe Verdi        | Ernani                | Elvira                |
| Giuseppe Verdi        | Il trovatore          | Leonora               |
| Pietro Mascagni       | Isabeau               | Isabeau               |
| Giacomo Puccini       | La bohème             | Mimì                  |
| Richard Wagner        | Lohengrin             | Elsa                  |
| Pietro Mascagni       | Parisina              | Parisina              |
| Pietro Mascagni       | Silvano               | Amelia                |

## Discografia
- FALVO: Se il morettino mio (Gramophone Records, 7-253007)